# Nicolau Mirepsos
Nicolau Mirepsos (en llatí Nicolaus Myrepsus, en grec antic  Νικόλαος Μυρεψός o el fabricant de pomades) va ser un metge i escriptor grec autor d'un treball notable sobre farmàcia que va viure al segle xiii.
L'obra de Nicolau encara es conserva. Probablement és el mateix metge que és mencionat per Jordi Acropolita com a eminent en la seva feina però ignorant en filosofia natural. Era a la cort de Joan III Ducas Vatatzes a Nicea quan es va produir un eclipsi de sol el 6 d'octubre de 1241, poc després del qual va morir l'emperadriu Irene. L'emperador li va donar el càrrec d'actuari. Va viure a Nicea i va visitar Alexandria. Aquesta nota biogràfica s'extreu de diverses parts de la seva obra. Menciona a Miquel VIII Paleòleg i al Papa Nicolau III, i parla d'un Magister Johannes que probablement és Joan Actuari, que va viure al segle xiii.
Va escriure una obra, publicada només en llatí, titulada Antidotarium o De Compositione Medicamentorum que cal no confondre amb una obra de títol semblant de Nicolau Prepòsit. El formaven 48 seccions amb 2500 fórmules (el llibre de Prepòsit només tenia 150 fórmules). Aquesta obra, escrita sens dubte més tard que l'altra de Prepòsit, conté també remeis i fórmules de caràcter supersticiós. Va ser publicada completa el 1541 a Alemanya i el 1549 a Basilea.